# Something the Lord Made
Something the Lord Made (bra: Quase Deuses; prt: O Que Deus Criou) é um telefilme norte-americano lançado em 2004 dirigido por Joseph Sargent.
O roteiro, de Peter Silverman e Robert Caswell, é baseado na história real de Vivien Thomas e Alfred Blalock, em sua busca pela cura da tetralogia de Fallot.

## Elenco
- Alan Rickman
- Mos Def
- Kyra Sedgwick
- Gabrielle Union
- Merritt Wever
- Clayton LeBouef
- Charles Arthur Temoty Dutton
- Mary Stuart Masterson